# 乌贾诺拉基耶萨
乌贾诺拉基耶萨（義大利語：Uggiano la Chiesa），是意大利莱切省的一个市镇。总面积14平方公里，人口4414人，人口密度315.3人/平方公里（2009年）。ISTAT代码为075091。